# Miss Earth México 2009
Miss Earth México 2009 fue la 3.ª edición del certamen Miss Earth México la cual se realizó en el Centro de Convenciones Yucatán Siglo XXI de la ciudad de Mérida, Yucatán el domingo 27 de septiembre de 2009. Treinta y dos candidatas de toda la República Mexicana compitieron por el título nacional, el cual fue ganado por Natalia Quiñones de Jalisco quien compitió en Miss Tierra 2009 en Filipinas. Quiñones fue coronada por la Miss Earth México saliente y actual Miss Earth-Water 2018 Abigail Elizalde, convirtiéndose en la segunda jalisicense en ir a Miss Tierra.

## Resultados
| Posición               | Candidata |
| Miss Earth México 2009 | - Jalisco - Natalia Quiñones |
| Miss Earth Air 2009    | - Chihuahua - Pamela Olivas |
| Miss Earth Water 2009  | - Baja California Sur - Jessica García-Formentí |
| Miss Earth Fire 2009   | - Morelos - Siri Mazari |
| Top 12                 | - Aguascalientes - Mariana Bermúdez - Colima - Yolatl Gómez - Durango - María Inés Alvarado - Nayarit - Guadalupe Olguín - San Luis Potosí - Evelyn Bautista - Sinaloa - Kenya Arroyo - Tabasco - Gabriela Ramírez - Veracruz - Ilse Raiande |

## Áreas de competencia

### Final
La gala final fue realizada desde el Centro de Convenciones Yucatán Siglo XXI de la ciudad de Mérida, Yucatán el domingo 27 de septiembre de 2009.
El grupo de 12 semifinalistas se dio a conocer durante la competencia final: todas ellas seleccionadas por un jurado preliminar, donde eligieron a las concursantes que más destacaron en las tres áreas de competencia durante la etapa preliminar.
- Las 12 semifinalistas desfilaron en una nueva ronda en traje de baño y traje de noche, además de contestar preguntas que fueron enviadas por el público usuario, a través del correo electrónico oficial de Miss Earth México.
- Las 12 finalistas contestaron lo que piensan sobre diversos #Hashtag previamente seleccionados, esta respuesta fue contra reloj pues tenían 20 segundos para contestar, procurando ser lo más exactas y claras posibles. De esta manera el panel de jueces consideró la impresión general que dejó cada una de las finalistas para votar y definir a las ganadoras de los 4 elementos.

### Premios Especiales
| Premio                   | Candidata                                       |
| Miss Amistad             | - Nuevo León - Alejandra Treviño                |
| Miss Fotogénica          | - Aguascalientes - Mariana Bermúdez             |
| Miss Internet            | - Campeche - Cenovia Novelo                     |
| Miss Elegancia           | - Jalisco - Natalia Quiñones                    |
| Mejor Figura             | - Baja California Sur - Jessica García-Formentí |
| Mejor Cabellera          | - Tamaulipas - Isabel Beuchot                   |
| Mejor Proyecto Ecológico | - Colima - Yolatl Gómez                         |

## Candidatas
| Estado              | Candidata                               | Edad |
| Aguascalientes      | María Bermúdez Hernández                | 20   |
| Baja California     | Yahaira Alejandra Barajas Geraldo       | 23   |
| Baja California Sur | Jessica Cecilia García-Formenti Canseco | 19   |
| Campeche            | Cenovia de los Ángeles Novelo Caamal    | 21   |
| Chiapas             | Sheyla Karime Armento Quiñónez          | 18   |
| Chihuahua           | Pamela Olivas Chaparro                  | 22   |
| Coahuila            | Mariana Olivares Martín del Campo       | 19   |
| Colima              | Yolatl Elizabeth Mendoza Solís          | 17   |
| Distrito Federal    | Sabrina Selene Huerta Monrroy           | 20   |
| Durango             | María Alvarado Salazar                  | 19   |
| Estado de México    | Mariana Reynosa Lomas                   | 24   |
| Guanajuato          | Isabel Félix Obeso                      | 18   |
| Guerrero            | Jessica Fonseca Sil                     | 18   |
| Hidalgo             | Marisol Vázquez Cervantes               | 20   |
| Jalisco             | Natalia Quiñones Pérez                  | 23   |
| Michoacán           | María Fernanda Borrego Hernández        | 20   |
| Morelos             | Siri Mazari Lizárraga                   | 21   |
| Nayarit             | María Guadalupe Gómez Olguín            | 23   |
| Nuevo León          | Alejandra Treviño García                | 18   |
| Oaxaca              | Perla Paulina Villanueva Hernández      | 18   |
| Puebla              | Ana Olivia Grimaldo Cruz                | 23   |
| Querétaro           | Leslie Leticia Ramírez Castillo         | 18   |
| Quintana Roo        | Lizbeth María Pérez Canto               | 18   |
| San Luis Potosí     | Evelyn del Carmen Bautista Aguirre      | 23   |
| Sinaloa             | Kenia Arroyo Muñiz                      | 18   |
| Sonora              | Marina Ruiz Tinajero                    | 18   |
| Tabasco             | Gabriela Yohara Ramírez Rubio           | 18   |
| Tamaulipas          | Isabel Beuchot Hernández                | 18   |
| Tlaxcala            | Elida Olivares Muñoz                    | 18   |
| Veracruz            | Ilse Riande Sagaón                      | 22   |
| Yucatán             | Dulce María Soberanis Gamboa            | 19   |
| Zacatecas           | Alicia Rodela Delgado                   | 21   |

## Crossovers
| Miss Tierra - 2009: Jalisco - Natalia Quiñones Miss Internacional - 2012: Baja California Sur - Jessica García-Formentí (Top 15) Nuestra Belleza México - 2011: Baja California Sur - Jessica García-Formentí (Top 15) - 2011: Morelos - Siri Mazari (Top 15) - 2010: Chihuahua - Pamela Olivas Nuestra Belleza Baja California Sur - 2011: Baja California Sur - Jessica García-Formentí (Ganadora) | Nuestra Belleza Chihuahua - 2010: Chihuahua - Pamela Olivas (Ganadora) Nuestra Belleza Coahuila - 2008: Coahuila - Mariana Olivares Nuestra Belleza Jalisco - 2009: Jalisco - Natalia Quiñones (Top 5) Nuestra Belleza Morelos - 2011: Morelos - Siri Mazari (Designada) Reina del Carnaval de Veracruz - 2011: Veracruz - Ilse Riande (Reina de la Alegría) |